# Dobrogoszcz (Wałcz)
Dobrogoszcz est un village de Pologne, situé dans la gmina de Wałcz, dans le powiat de Wałcz, dans la voïvodie de Poméranie occidentale.

## Source
- (en) Cet article est partiellement ou en totalité issu de l’article de Wikipédia en anglais intitulé « Dobrogoszcz, Wałcz County » (voir la liste des auteurs).

1. ↑  (pl) « Gmina Wałcz (zachodniopomorskie) » mapy, GUS, nieruchomości, noclegi, szkoły, regon, kody pocztowe, bezrobocie, wynagrodzenie, zarobki, tabele, edukacja, demografia, przedszkola, statystyki », sur Polska w liczbach (consulté le 10 août 2025)